# Alessandro Magnasco
Pour les articles homonymes, voir Magnasco.

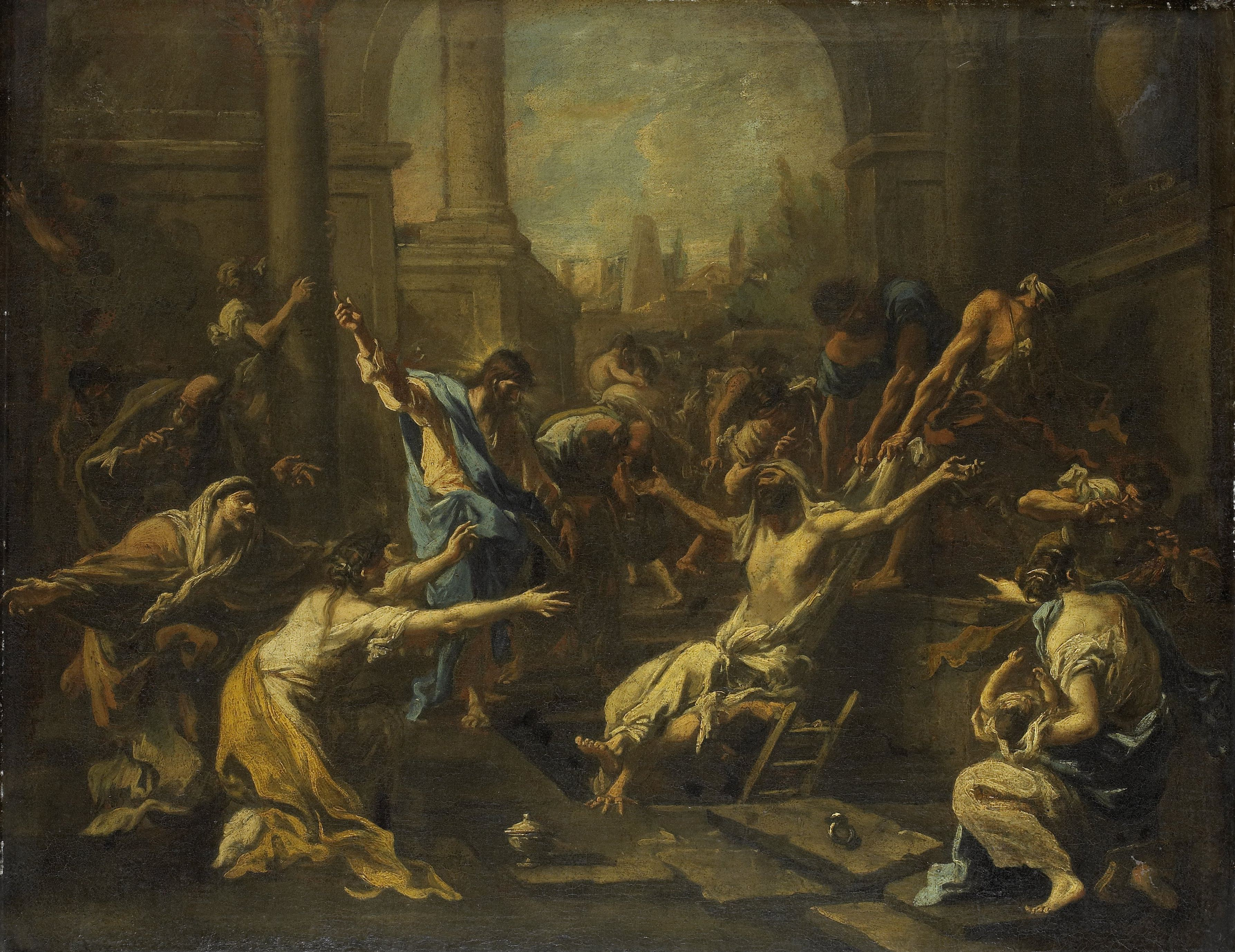
Resurrezione di Lazzaro.

Alessandro Magnasco, dit Il Lissandrino (né le 4 février 1667 à Gênes – mort le 12 mars 1749) est un peintre italien rococo de l'école génoise.

## Biographie
Il est formé d’abord à Gênes dans l’atelier de son père Stefano. Après la mort de son père en 1674, il devient l'élève de Valerio Castello, il fréquente la Casa di Piola, puis il est confié à un marchand de sa ville natale qui, en 1682 environ, le mène à Milan comme élève de Filippo Abbiati.
À Milan, il fait la connaissance du paysagiste Antonio Francesco Peruzzini avec qui il collabora jusqu’à la mort de celui-ci, et eut des relations avec divers paysagistes et ruinistes comme Clemente Spera (en). Il est influencé par le courant vénitien de Marco Ricci (1676-1730), Cairo ou Cerano. Il partage influence et échanges avec son ami Carlo Antonio Tavella qui retournera, comme lui, à Gênes, ce qui compliquera les attributions de leurs œuvres souvent communes.
Il fait un long séjour à Florence entre 1703-1710 qui lui donna l’occasion de rencontrer Sebastiano Ricci (1659-1734). Il y étudie les gravures de Stefano della Bella (1610-1664), de Jacques Callot (1592-1635), ainsi que les tableaux flamands et hollandais de la collection du grand-duc Ferdinand de Médicis, ce qui contribua à renforcer le caractère anti-académique de ses œuvres. Il entre au service de celui qui deviendra grand-duc de Toscane : Gian Gastone, second fils de Cosme III de Médicis. Il s'investit alors dans une série de peintures et de gravures dédiées au genre soi-disant de la peinture caricata e giocosa comme celles de Baccio del Bianco, Salvator Rosa, Giuseppe Maria Crespi et Giovanni Domenico Ferretti, tous habitués de la cour des derniers grands-ducs Médicis.
À nouveau à Milan entre 1710 à 1735, il travaille alors pour les grands seigneurs de cette ville, les Arese, les Carnedi et le comte Colloredo, gouverneur autrichien de Milan, pour qui il peignit entre 1720-1725 neuf tableaux représentant notamment la Leçon de catéchisme à l’intérieur du dôme, des Moines dans un réfectoire, et La Synagogue conservés à l’abbaye de Seitenstetten, en Autriche. Il est chargé de l'exécution des décorations pour l'entrée triomphale de l'empereur Charles VI du Saint-Empire.
Retourné à Gênes en 1735, il crée des œuvres intimes et attachantes dans l’esprit de Watteau. Il exécute la Trattenimento in un giardino di Albaro (Réception dans un jardin d'Albaro), maintenant conservé à la galerie du palazzo Bianco. Il y finit ses jours, mais son art de plus en plus libre et personnel, fut délaissé et même peu apprécié de ses compatriotes.

## Œuvre
Il est considéré comme un des peintres les plus originaux du XVIIIe siècle, le Settecento italien. Il se distingue, dans la peinture de genre populaire, par une palette dense de contrastes lumineux qui tendaient à construire des appareils obscurs et des figures distordues.
Ses premiers travaux, selon les sources, ont été des portraits, un genre vite abandonné pour se dédier à des paysages avec des scènes animées de figures de moines, de gitans, de bandits et de saltimbanques insérées dans des scènes de paysages ténébreux convenus.
La première œuvre remarquable est un Paysage de ruines (1697) conservé dans une collection privée à Milan.
- Paysage avec deux personnages ou Paysage avec un homme remuant un tonneau au bord du rivage, vers 1690, huile sur toile, 113 × 203 cm, musée du Louvre, Paris[4]

### À Florence
- Théodose repoussé de l'église par saint Ambroise, 1700-1710, huile sur toile, 155 × 213 cm, Art Institute of Chicago[5]
- Présentation au temple, huile sur toile, 72 × 107 cm, Wadsworth Atheneum, Hartford[6]
- La Pie savante, 1703-1710, huile sur toile, 47 × 61 cm, Musée des Offices, Florence[7]
- L'Hôpital, 1703-1711, huile sur toile, 48 × 83 cm, musée national des Beaux-Arts, Bucarest[8]
- Le Christ assisté par des anges, vers 1705, huile sur toile, 193 × 142 cm, musée du Prado, Madrid[9]
- Paysage avec des gitans et des lavandières, 1705-1710, huile sur toile, 84 × 104 cm, musée d'art d'Indianapolis[10]
- Le Christ et la Samaritaine, 1705-1710, huile sur toile, 145 × 109 cm, Getty Center, Los Angeles[11]
- Noli me tangere, 1705-1710, huile sur toile, 145 × 109 cm, Getty Center, Los Angeles[12]
- La Pie apprivoisée, 1707–1708, huile sur toile, 63 × 75 cm, Metropolitan Museum of Art, New York[13]
- Caprice architectural, vers 1708, huile sur toile ovale, 72 × 95 cm, château du Maine, France[14]
- Le Repaire des Bohémiens, 1708-1710, huile sur toile, 56 × 71 cm, Musée des Offices, Florence[7]
- Le Muletier, dit aussi Paysage au château, vers 1710, huile sur toile, 130 × 107 cm, musée du Louvre, Paris. Peut-être exécuté en collaboration avec Peruzzini[15]

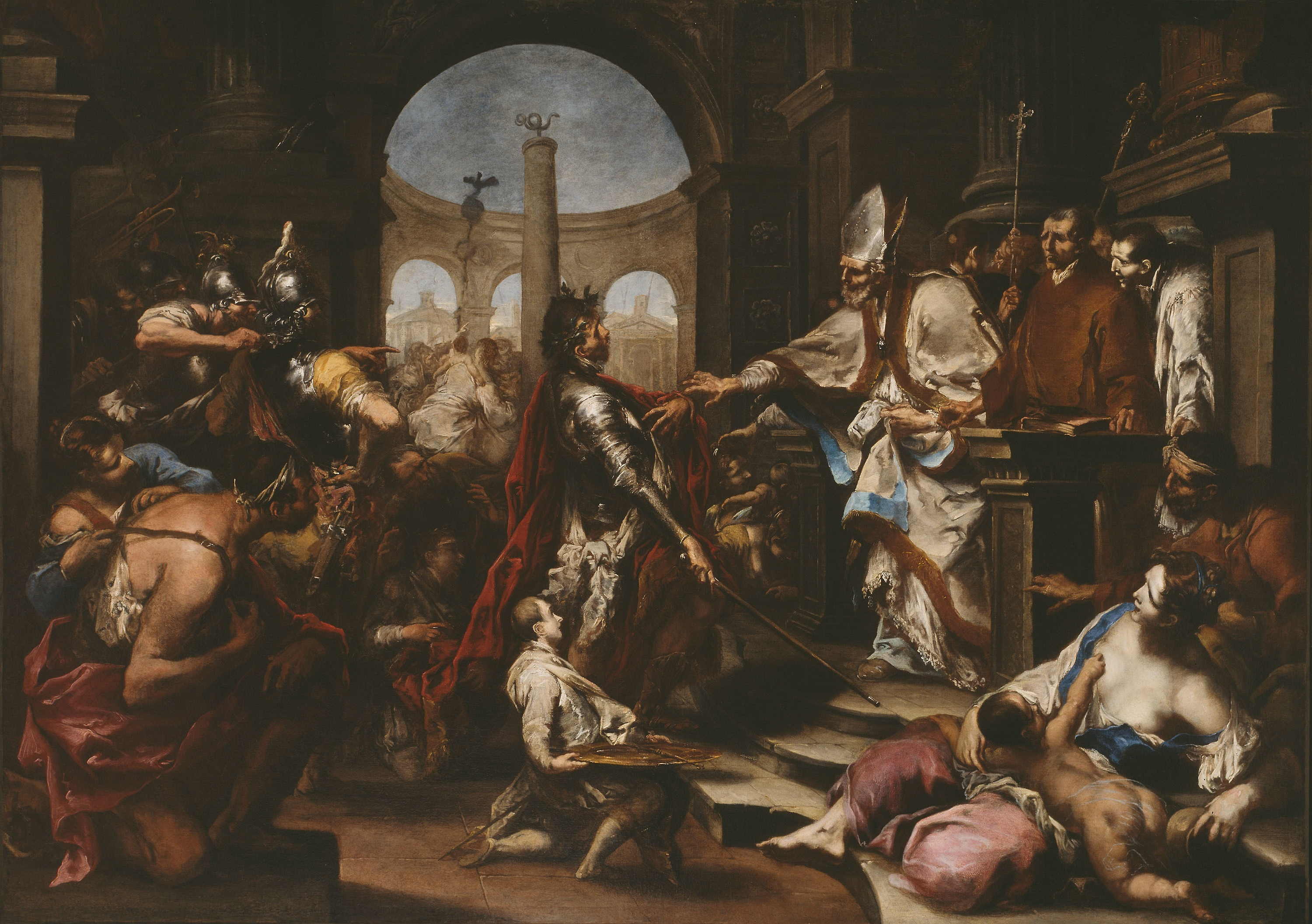
Théodosius repoussé 1700-1710 Art Institute of Chicago
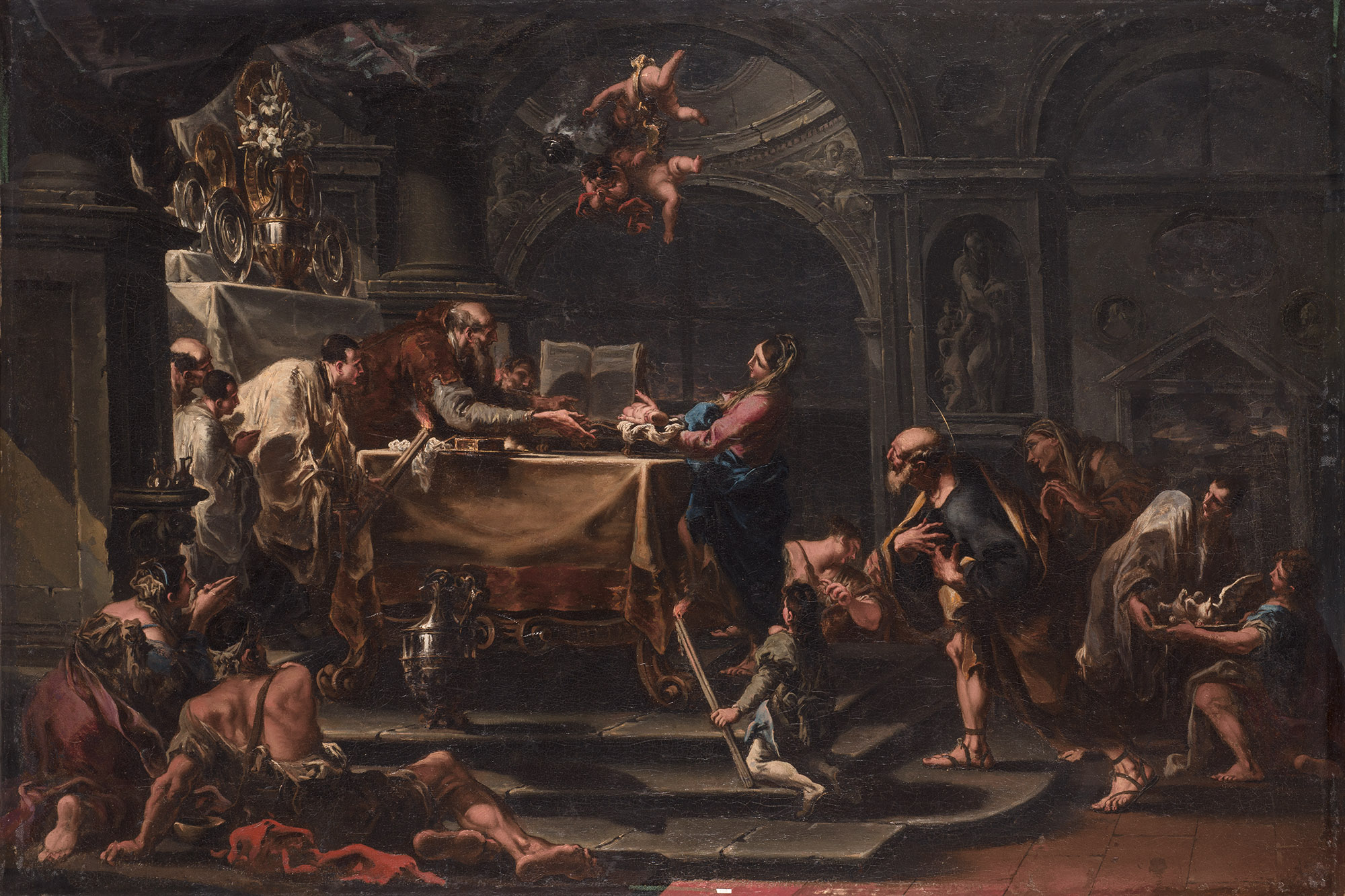
Présentation au Temple 1700-1710 Wadsworth Atheneum, Hartford
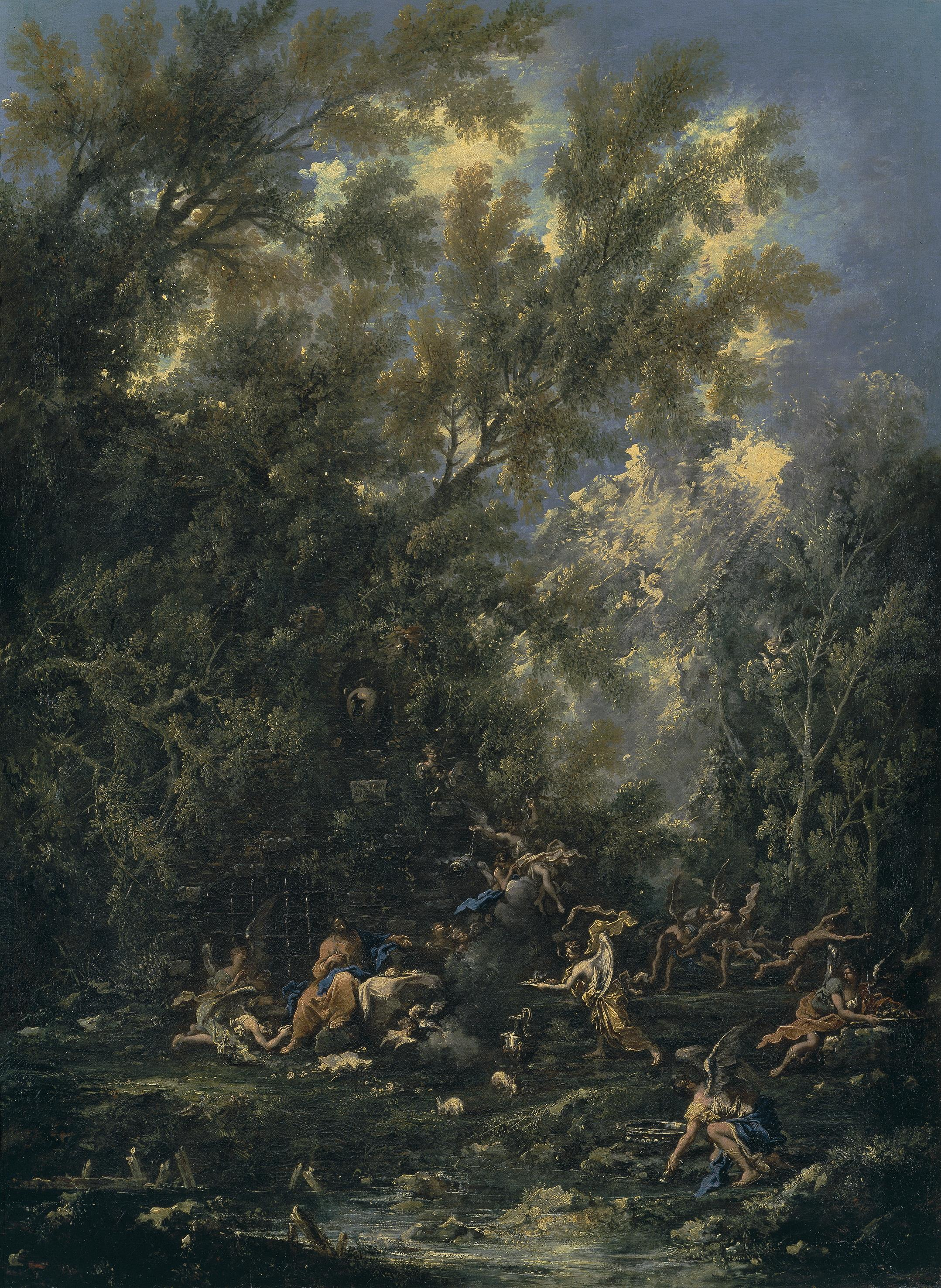
Le Christ assisté par les anges vers 1705 Musée du Prado, Madrid
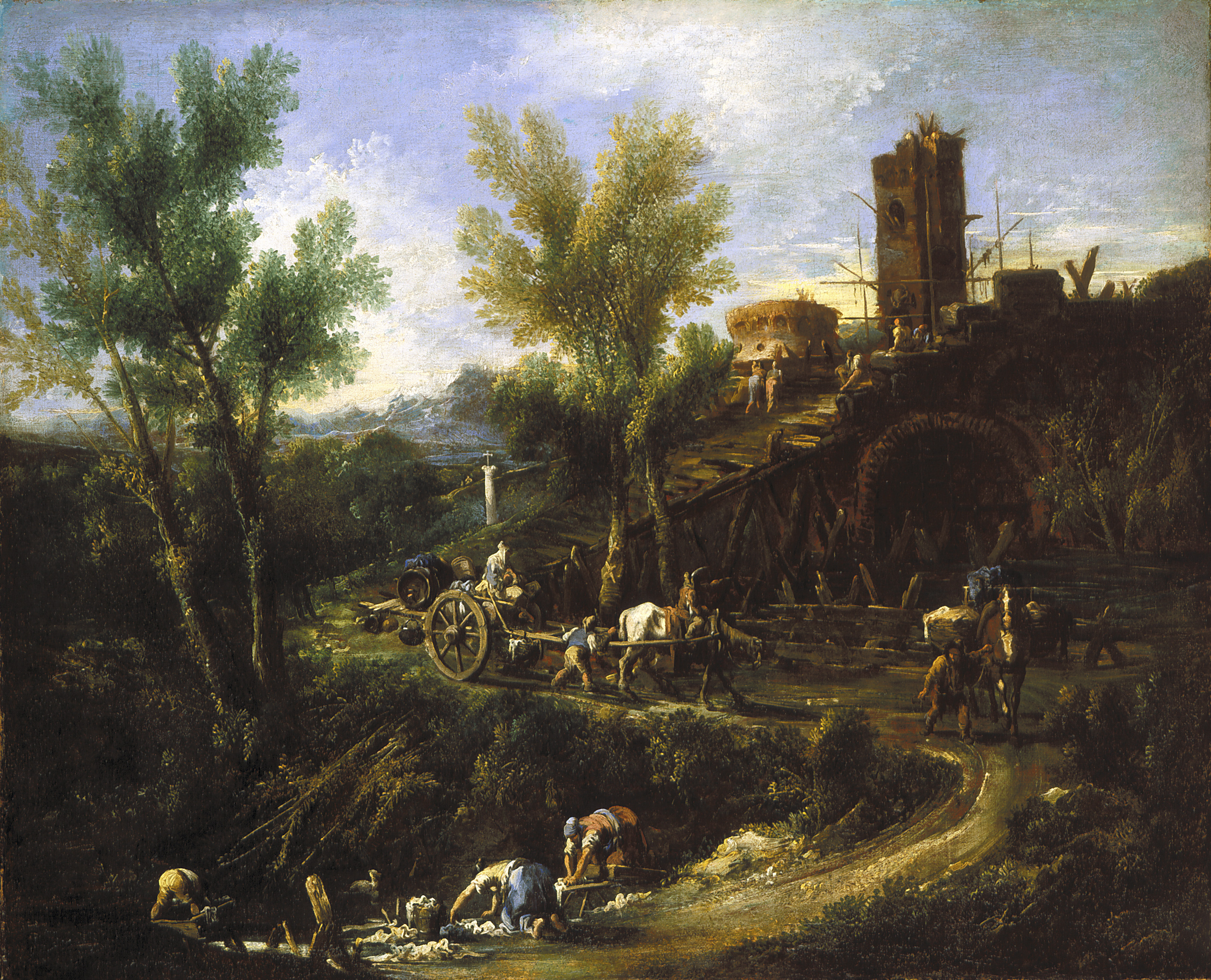
Gitans et des lavandières 1705-1710 musée d'art d'Indianapolis
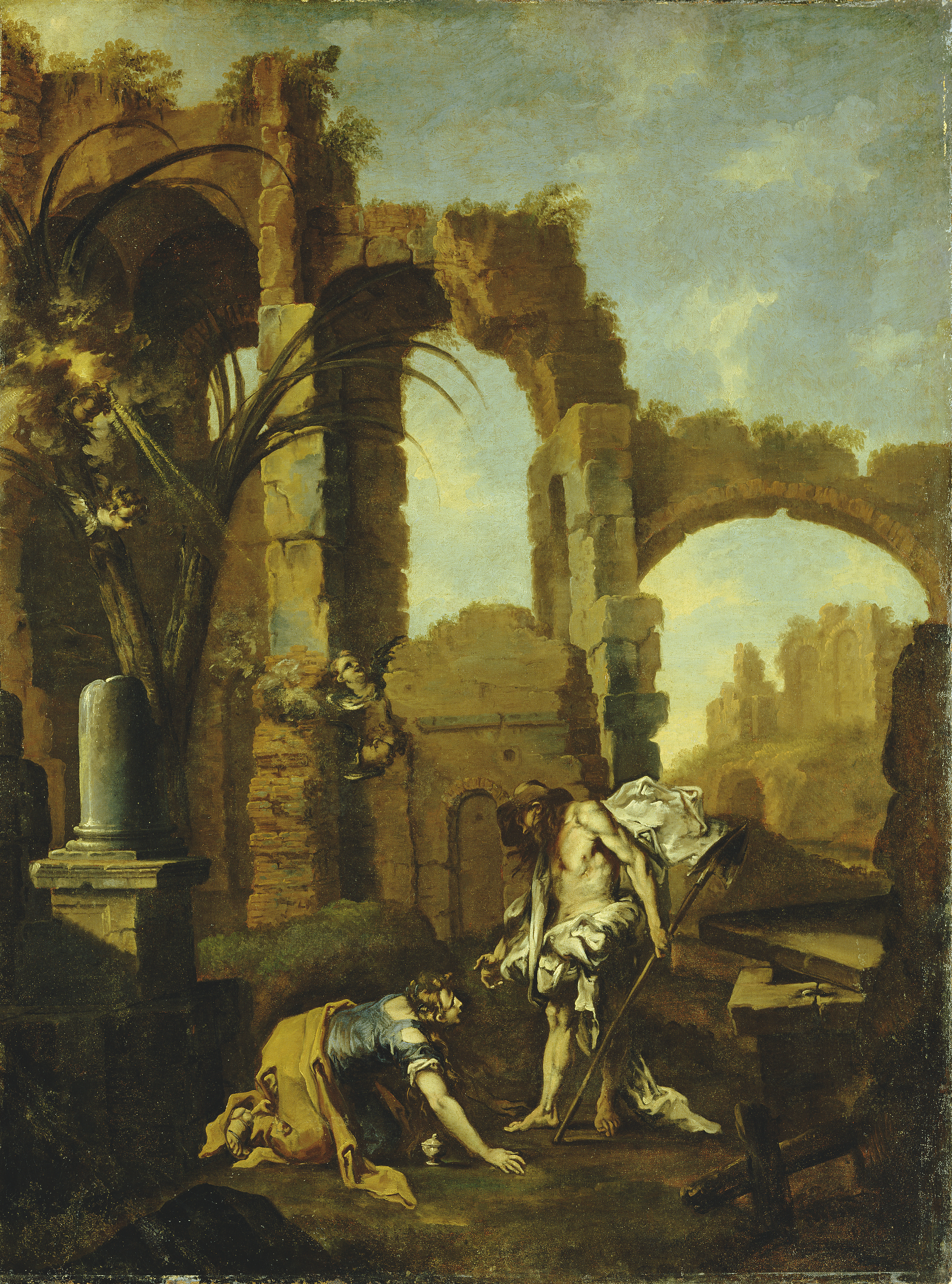
Noli Me Tangere 1705-1710 Getty Center, Los Angeles
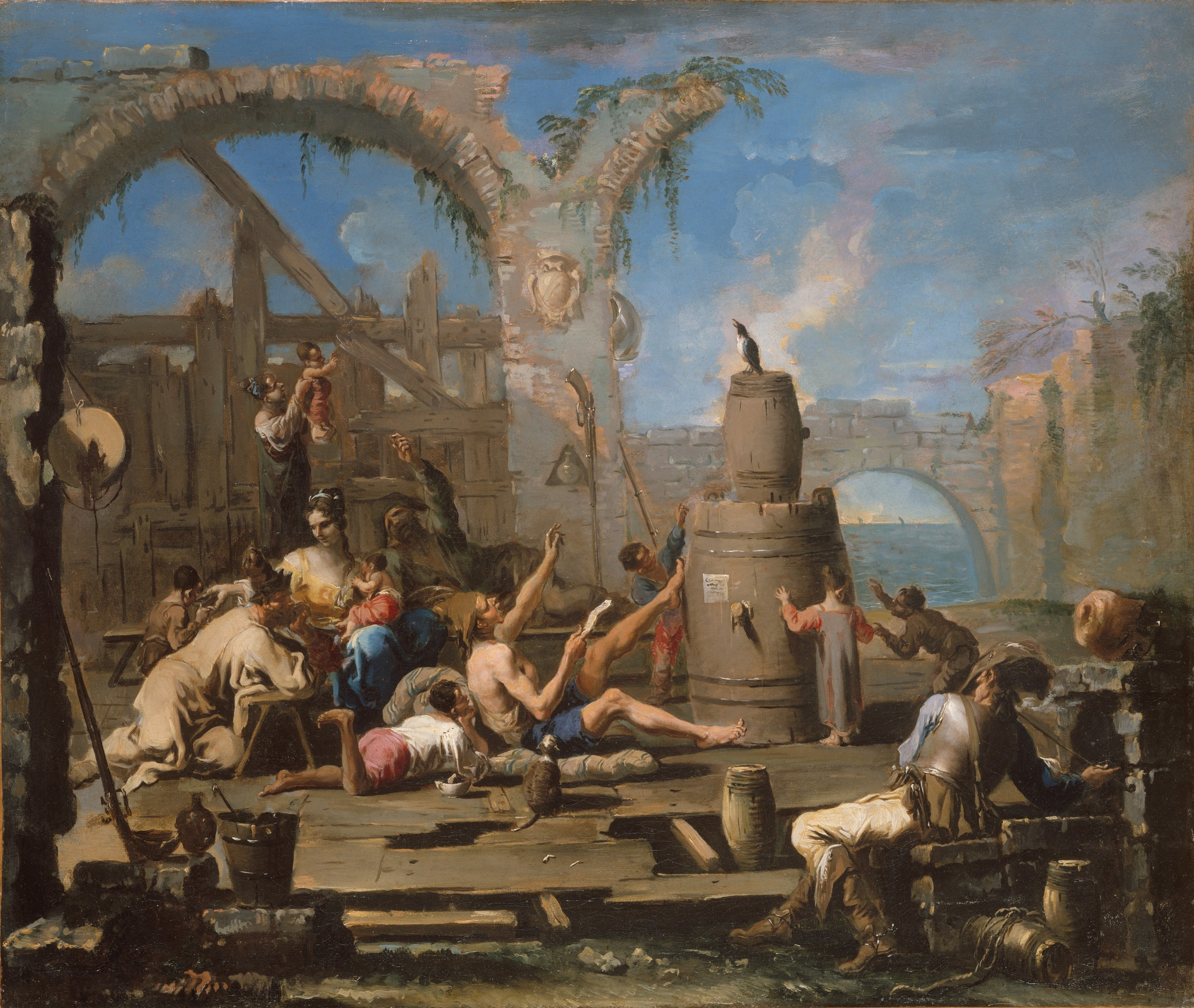
La Pie apprivoisée 1707-1708 Metropolitan Museum, New York

### A Milan
- Le Repère de Bandits, série Bacchanalia, 1710-1720, huile sur toile, 110 × 167 cm, Musée de l'Ermitage, Saint-Petersbourg[16]
- La Tentation de saint Antoine, 1710-1720, huile sur toile, 58 × 38 cm, musée du Louvre, Paris[17]
- Interrogatoire en prison, 1710-1720, huile sur toile, 44 × 82 cm, Kunsthistorisches Museum, Vienne[18]
- Trois moines camaldules en prière extatique, 1710-1735, huile sur toile, 54 × 139 cm, Rijksmuseum, Amsterdam[19]
- Trois Moines camaldules en prière dans la forêt, 1711-1735, huile sur toile, , 48 × 43 cm, Musée des beaux-arts de Dijon, Dijon[20]
- Moines en prière, , huile sur toile, 60 × 71 cm, musée des beaux-arts de Bordeaux[21]
- La Résurrection de Lazare, 1715-1740, 65 × 83 cm, Rijksmuseum, Amsterdam[22]
- Bacchanales, 1720-1730, huile sur toile, 118 × 149 cm, Getty Center, Los Angeles[23]
- Le Triomphe de Vénus, 1720-1730, huile sur toile, 118 × 149 cm, Getty Center, Los Angeles[24]
- Soldats festoyant, vers 1725, huile sur toile, 59 × 45 cm, Fine Arts Museum of San Francisco[25]
- Atelier de nonnes, 1725-1730, huile sur toile, 41 × 33 cm, musée des beaux-arts de Strasbourg[26]
- Le Christ en croix avec saint François d'Assise, 1730, huile sur toile, 46 × 24 cm, musée des beaux-arts de Strasbourg[27]
- L'Atelier d'un peintre, vers 1730, huile sur toile, 43 × 29 cm, musée du Louvre, Paris[28]
- Banquet nuptial de Bohémiens, 1730-1735, huile sur toile, 86 × 118 cm, musée du Louvre, Paris[1]

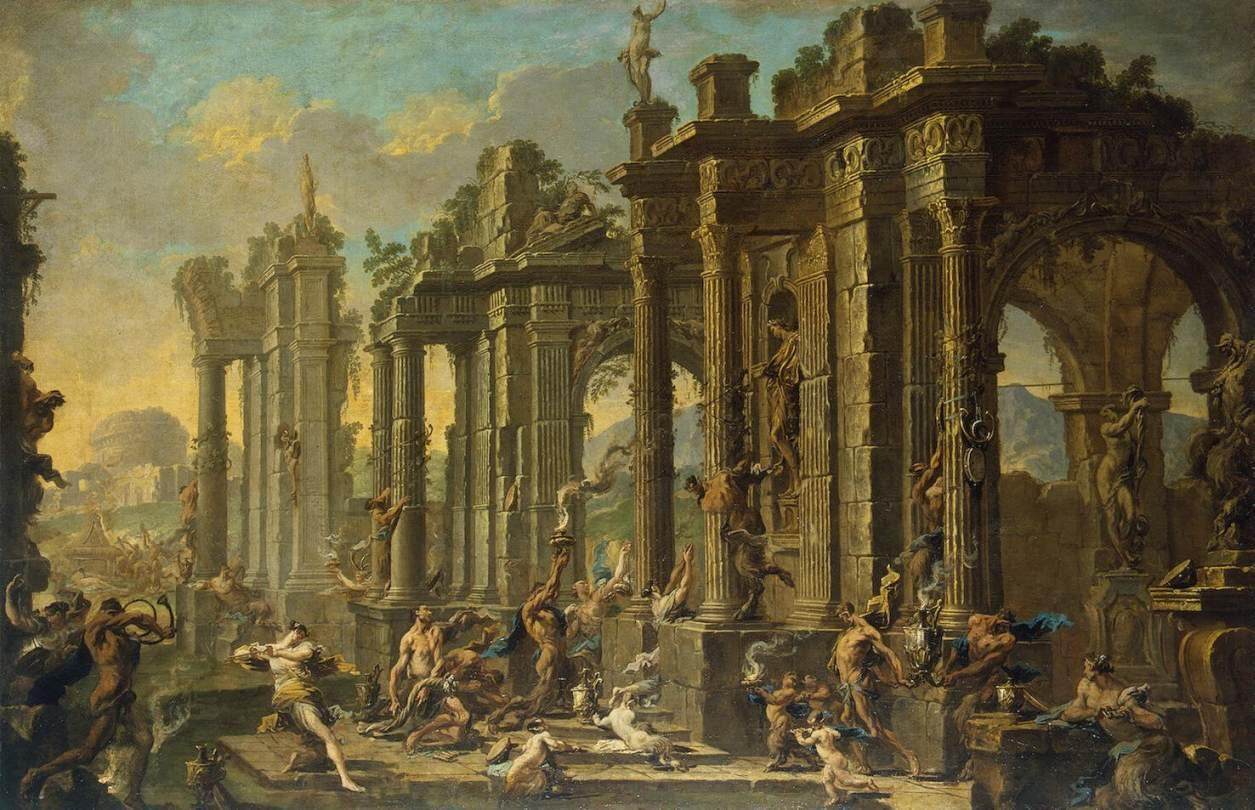
Le Repaire de bandits 1710-1720 Musée de l'Ermitage, Saint-Petersbourg
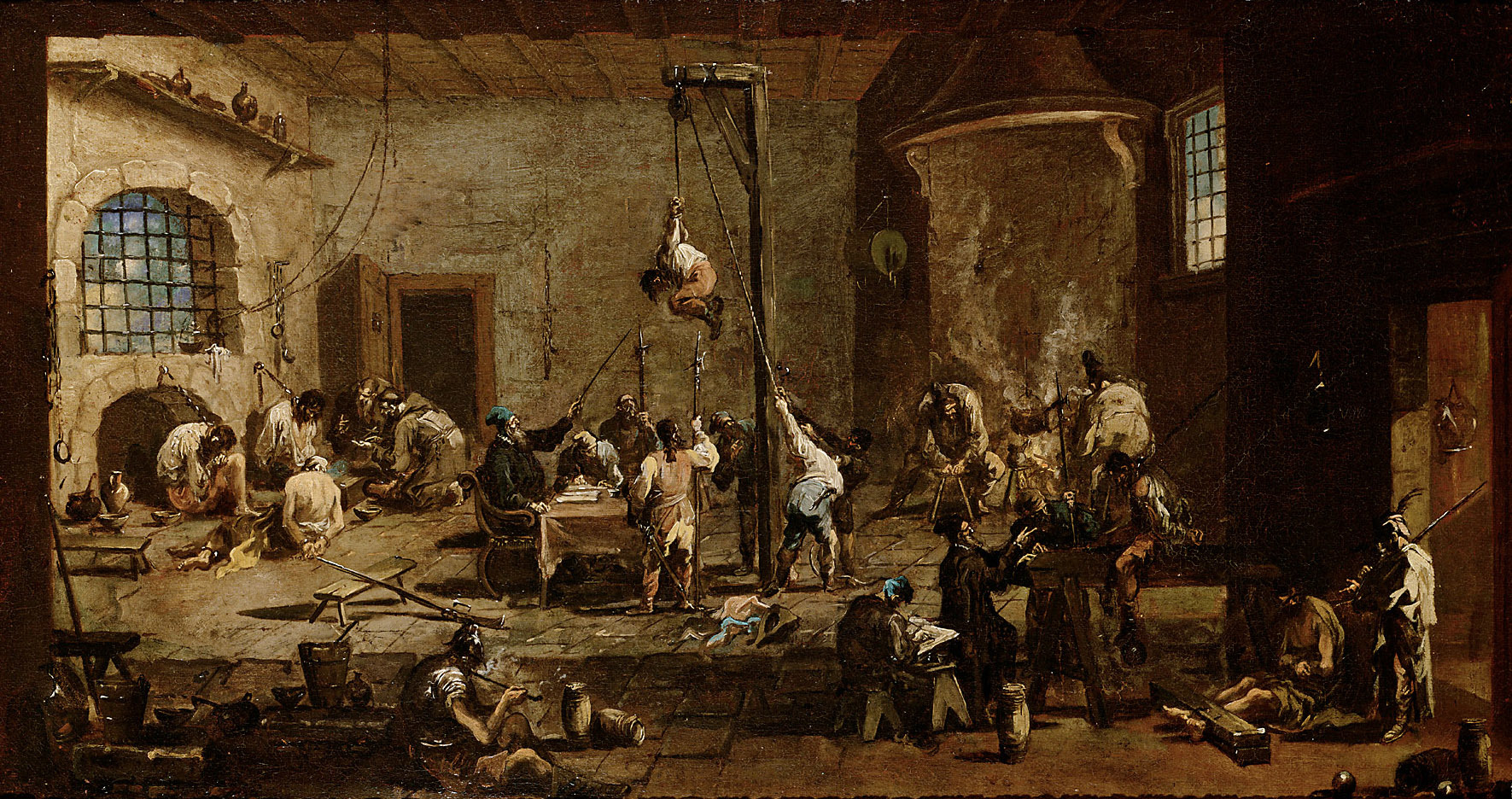
Interrogatoire en prison 1710-1720 Kunsthistorisches Museum, Vienne (Autriche)
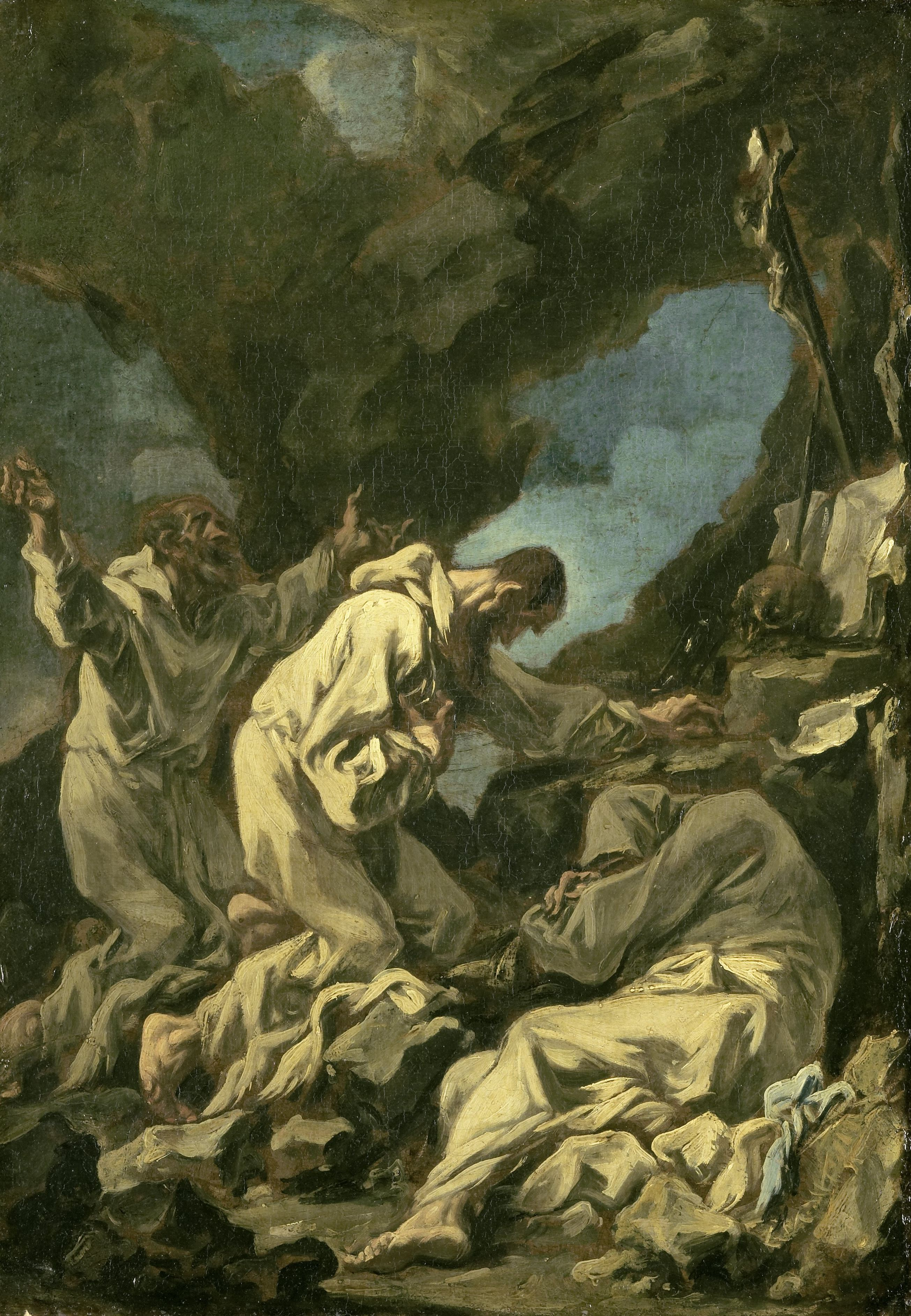
Trois moines en prière 1710-1735 Rijksmuseum, Amsterdam
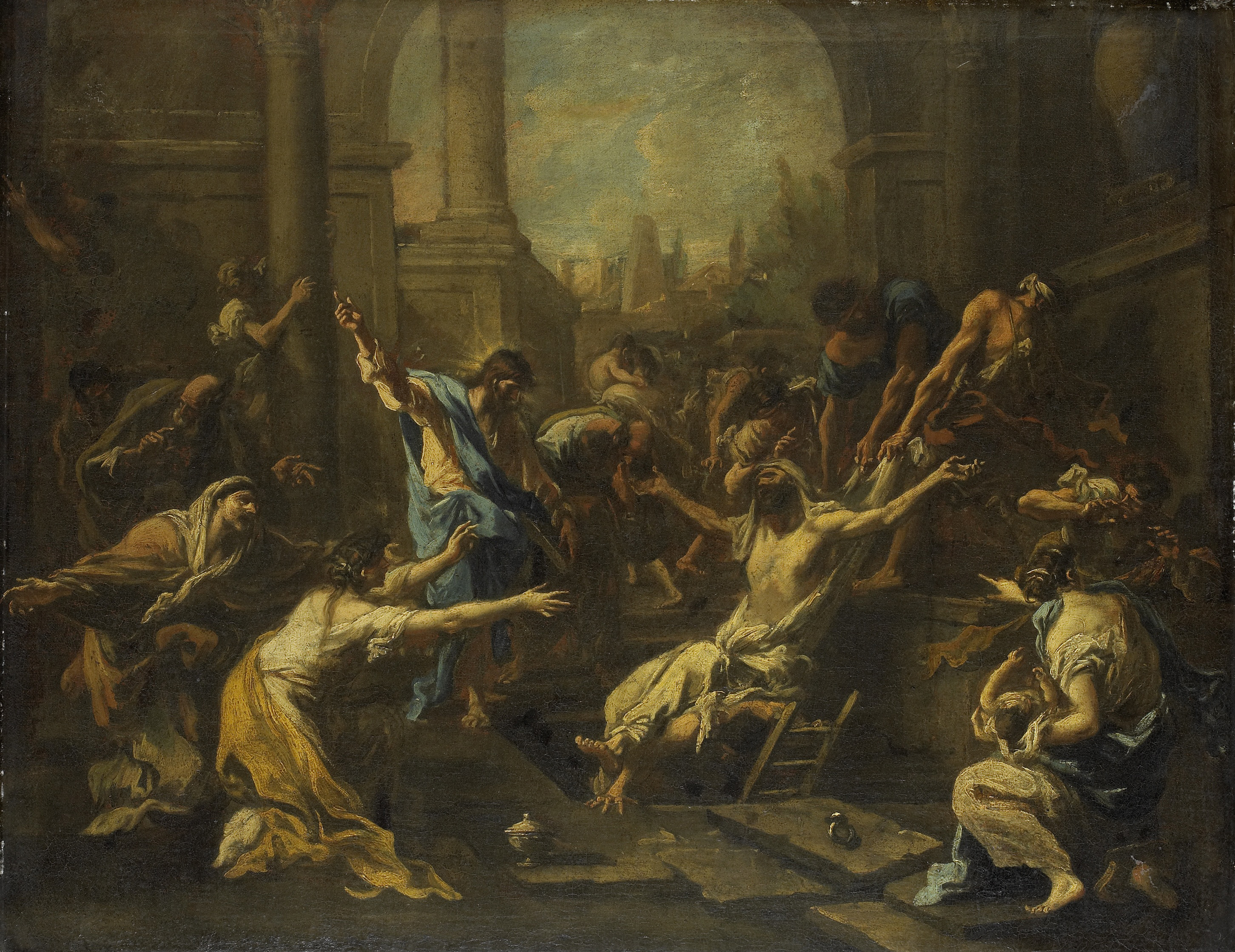
La Résurrection de Lazare 1715-1740 Rijksmuseum, Amsterdam
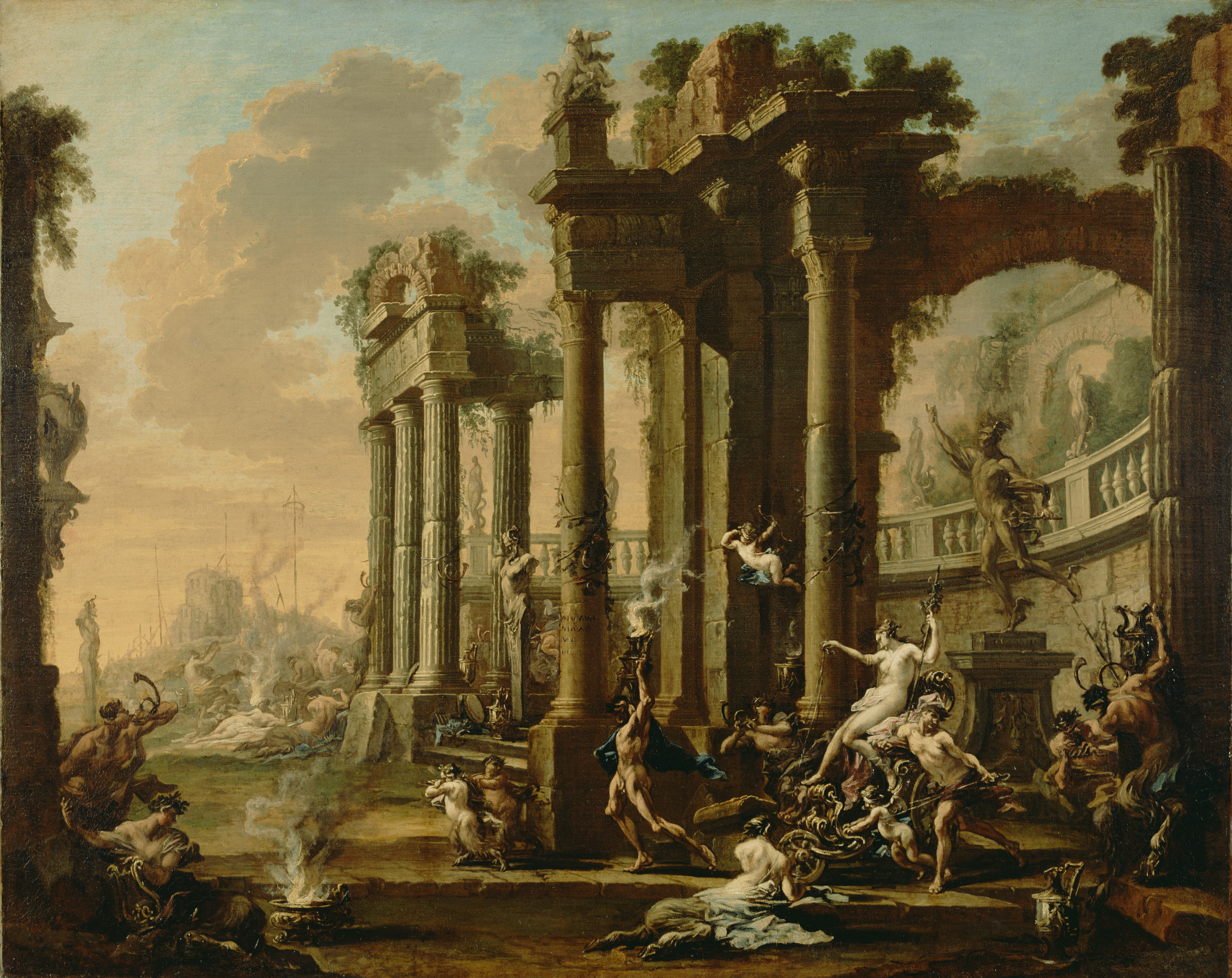
Le Triomphe de Vénus 1720-1730 Getty Center, Los Angeles
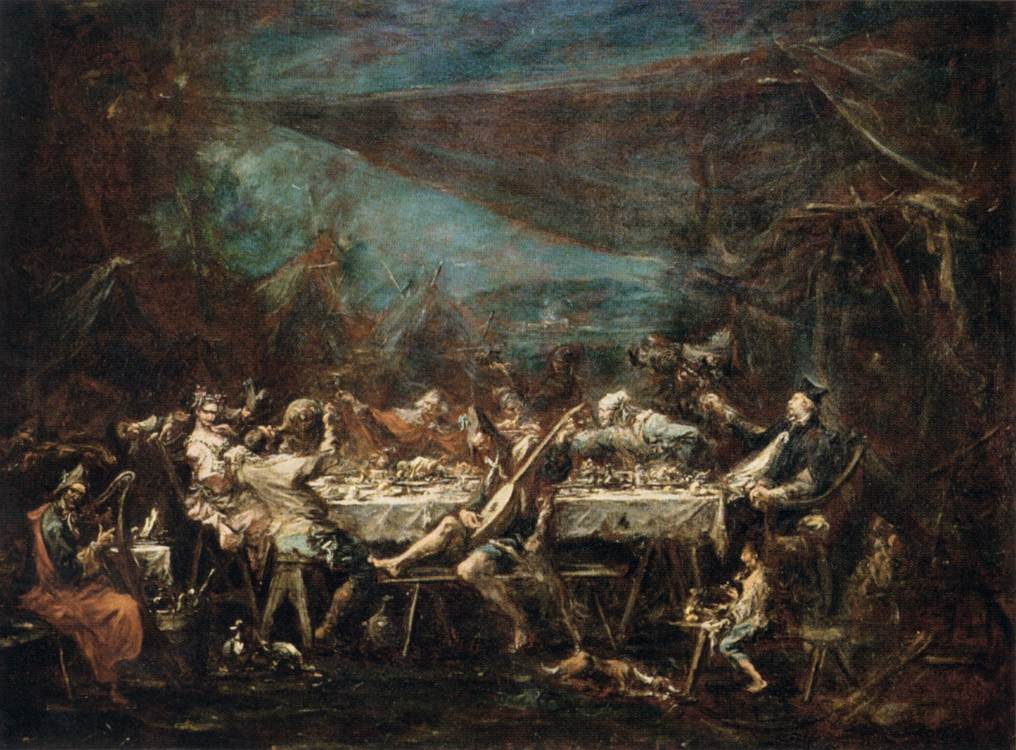
Banquet de bohémiens 1730-1735 Musée du Louvre, Paris

### Retour à Gênes
- Le Christ guérissant le paralytique, vers 1735, huile sur toile, 35 × 44 cm, musée du Louvre, Paris[29]
- Le Christ à la mer de Galilée, vers 1740, huile sur toile, 118 × 147 cm, National Gallery of Art, Washington[30]
- Divertissement dans un jardin d'Albaro, vers 1740, huile sur toile, 86 × 198 cm, Gênes, Palazzo Bianco[31]
- Le Chocolat, 1740-1745, huile sur toile, 73 × 57 cm, Collection particulière[32]
- Arrivée et interrogatoire des galériens dans la prison de Gênes, 1740-1749, huile sur toile, 116 × 142 cm, musée des beaux-arts de Bordeaux
- Embarquement des galériens, 1740-1749, huile sur toile, 116 × 142 cm, musée des beaux-arts de Bordeaux

Divertissement à Albarao, v. 1740 Gênes, Palazzo Bianco
Christ à la mer de Galilée, v. 1740 National Gallery of Art
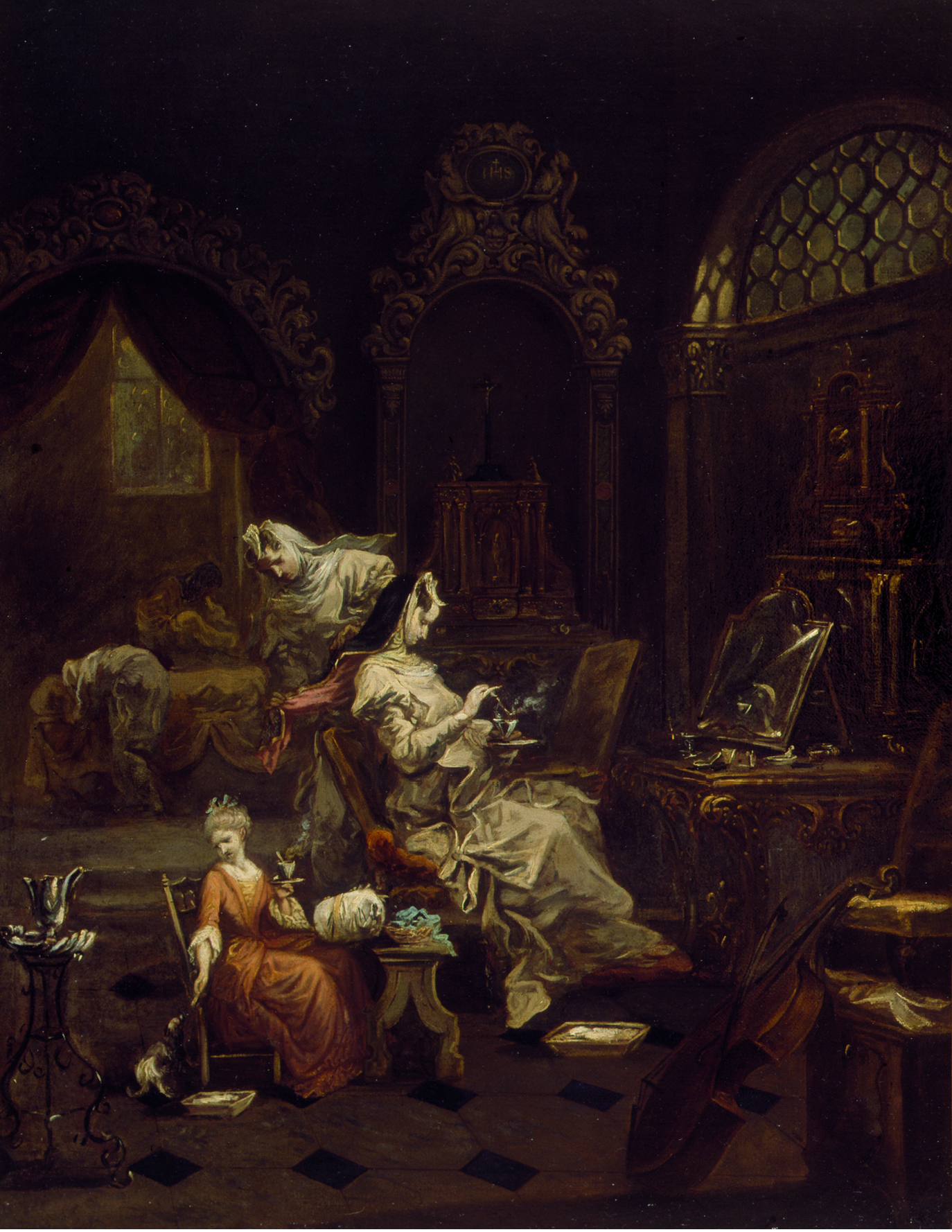
Le Chocolat, 1740-1745 Collection particulière
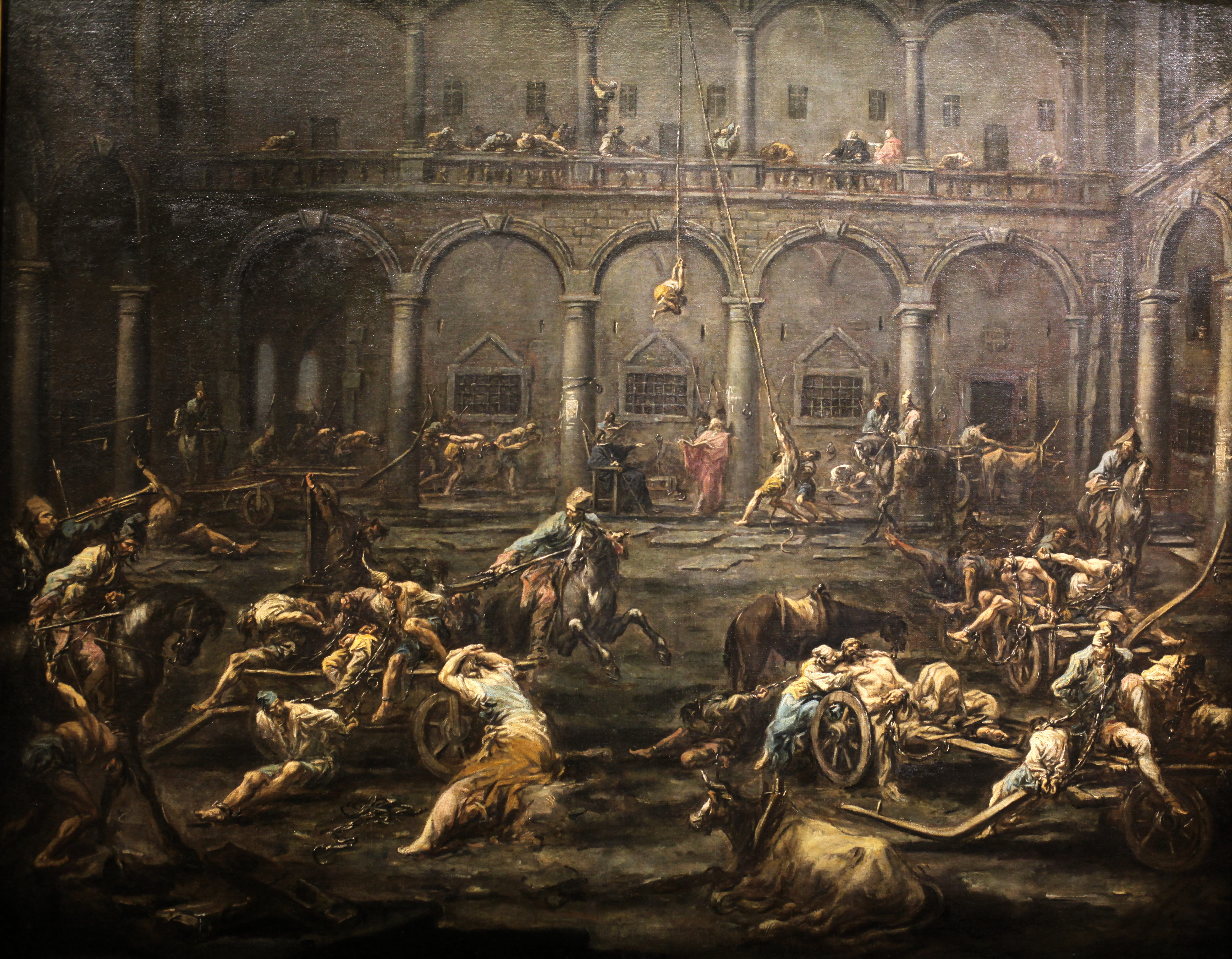
Interrogatoire des galériens 1740-1749 musée des beaux-arts de Bordeaux
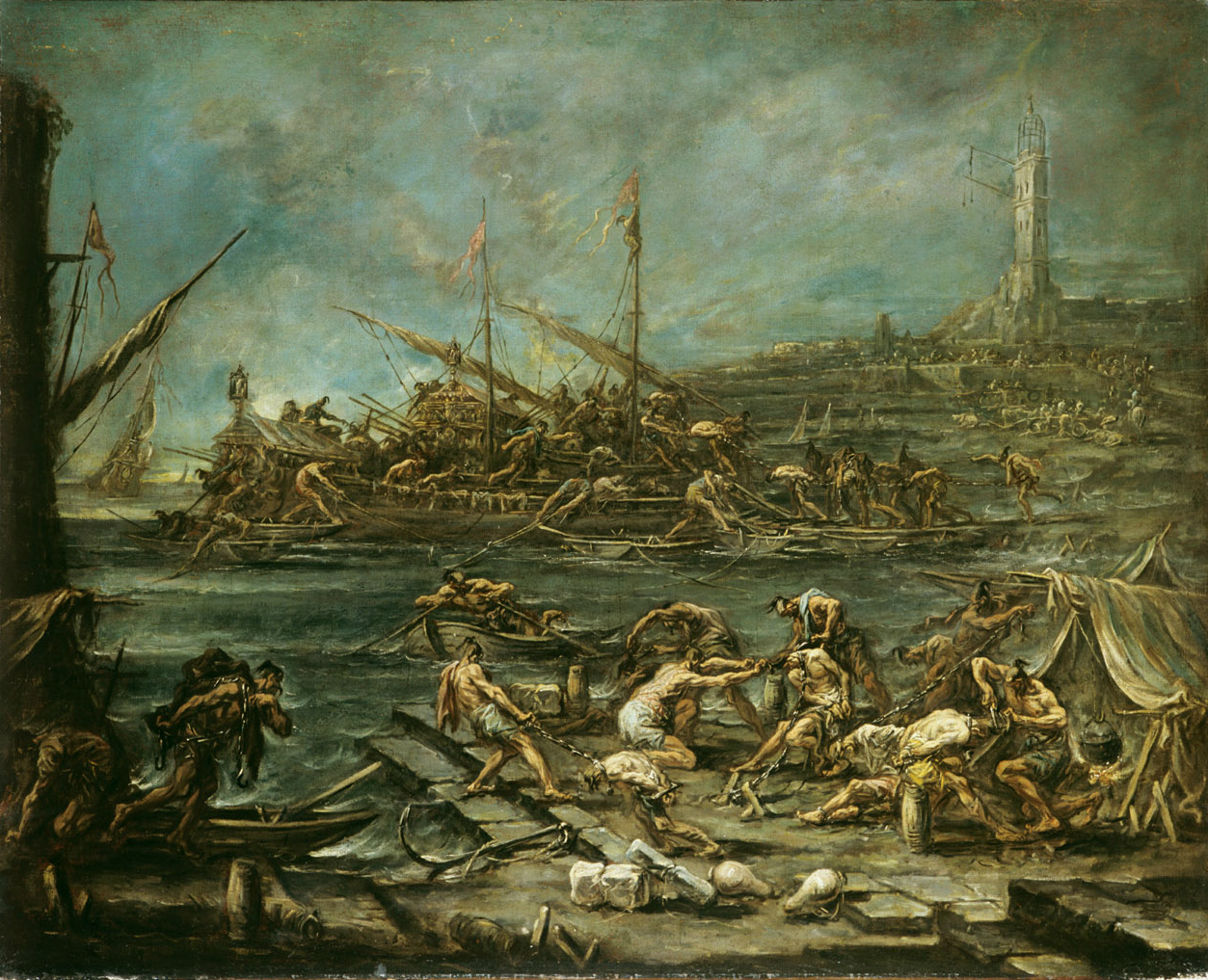
Embarquement des galériens 1740-1749 musée des beaux-arts de Bordeaux

### Dates non documentées
- Paysage avec figures au bord d'un lac, huile sur toile, 98 × 75 cm, musée des beaux-arts de Lyon[3]
- Le Sermon, huile sur toile, 37 × 29,5 cm, musée des beaux-arts de Lyon
- Saint François consolé par la musique d'un ange violoniste ?, musée du Louvre, Paris
- Marine avec moines et pêcheurs, , huile sur toile, 96 × 71 cm, Musée Magnin, Dijon[33]
- La Pêche au bord du rivage, huile sur toile, 96 × 71 cm, Musée Magnin, Dijon[34]
- Paysage avec saint Jean, musée national de Belgrade
- Deux peintures représentant des Scènes de la vie monastique, musée des arts décoratifs de Paris
- Funérailles juives, huile sur toile, 87 × 117 cm, Musée d'art et d'histoire du judaïsme, Paris[35]
- La Barque de Charon, huile sur toile, 90 × 115 cm (DE 537), Musée des Beaux-Arts de Menton
- Adoration des Mages, huile sur toile, 168 × 215 cm, musée des beaux-arts de Dunkerque[36]

Dessin
- Trois bûcherons transportant un tronc d'arbre, musée du Louvre, Paris

## Hommages
- Carlo Giuseppe Ratti : le portrait d'Alessandro Magnasco, huile sur toile, Académie Ligustica, Gênes.

## Sources
- (it) Cet article est partiellement ou en totalité issu de l’article de Wikipédia en italien intitulé « Alessandro Magnasco » (voir la liste des auteurs).